# TEE Goethe
Il treno TEE Goethe, dal nome dello scrittore e filosofo tedesco Johann Wolfgang von Goethe, fu istituito nel 1970 per collegare Parigi con Francoforte sul Meno. 

## Goethe I
Nel suo percorso di 643,1 km il TEE Goethe serviva le stazioni di Parigi Est, Metz, Saint-Avold (dal 1972), Forbach, Saarbrücken, Kaiserslautern, Mannheim e la stazione centrale di Francoforte.
| TEE 50 | Stato    | Fermata           | km  | TEE 51 |
| ------ | -------- | ----------------- | --- | ------ |
| 07:00  | Germania | Frankfurt am Main | 0   | 22:59  |
| 07:48  | Germania | Mannheim          | 81  | 22:11  |
| 08:28  | Germania | Kaiserslautern    | 142 | 21:31  |
| 09:05  | Germania | Saarbrücken       | 209 | 20:54  |
| 09:16  | Francia  | Forbach Lorraine  | 219 | 20:44  |
| 09:59  | Francia  | Metz              | 289 | 20:05  |
| 12:44  | Francia  | Paris Est         | 643 | 17:15  |

## Goethe II
Il TEE Goethe fu soppresso nel 1975, ma rinacque nel 1979 come TEE 25/24 Dortmund-Francoforte, mantenendo lo stesso nome su un percorso completamente rivoluzionato tutto all'interno della rete della Ferrovia Federale Tedesca (DB).
| TEE 25 | Stato    | Fermata           | km  | TEE 24 |
| ------ | -------- | ----------------- | --- | ------ |
| 05:34  | Germania | Dortmund Hbf      | 0   | 20:22  |
| 05:56  | Germania | Essen Hbf         | 34  | 20:01  |
| 06:08  | Germania | Duisburg Hbf      | 54  | 19:50  |
| 06:23  | Germania | Düsseldorf Hbf    | 77  | 19:37  |
| 06:49  | Germania | Colonia Hbf       | 117 | 19:13  |
| 07:08  | Germania | Bonn Hbf          | 151 | 18:51  |
| 07:41  | Germania | Koblenz           | 210 | 18:19  |
| 08:32  | Germania | Mainz             | 302 | 17:29  |
| 08:56  | Germania | Frankfurt am Main | 340 | 17:05  |

## Storia
Nella conferenza internazionale degli orari del settembre 1969 le Ferrovie Francesi (SNCF) proposero la trasformazione in Trans Europ Express di una relazione di prima e seconda classe Parigi-Francoforte fino allora effettuata con un treno automotore Diesel tedesco della serie 612, utilizzando carrozze francesi e accelerandone la marcia.
Ottenuto il consenso della Ferrovia Federale Tedesca (DB) fu deciso di assegnare il nome Goethe al nuovo TEE e di renderlo operativo  impiegando le carrozze SNCF ex Mistral 1956, debitamente rinnovate, a partire dall'orario estivo del 31 maggio 1970.
Il TEE 50 Goethe partiva dalla stazione principale di Francoforte alle 7.00 e giungeva a Parigi Est alle 12.54; al ritorno il TEE 51 lasciava Parigi Est alle 17.45 arrivava all stazione principale di Francoforte alle 23.08. Il cambio della locomotiva avveniva nella stazione di Metz, dove era necessario procedere all'inversione del senso di marcia del treno.
Con l'orario estivo del 28 maggio 1972, previ accordi tra SNCF e DB, furono scambiate le tracce orarie del mattino e della sera, con partenza del TEE 51 da Parigi Est alle 8.00 e arrivo a Francoforte alle 13.54 e ritorno alle 16.15 come TEE 50 con arrivo a Parigi Est alle 22.10.
Con lo scambio delle tracce orarie non fu però possibile mantenere i migliori tempi di percorrenza raggiunti con l'orario estivo del 1971, sia a causa dei lavori di rifacimento di alcune gallerie che per l'istituzione di una nuova fermata a Saint-Avold, tra Metz e Forbach; inoltre nei due anni successivi furono necessari ulteriori allungamenti dovuti alla programmazione su lungo periodo di lavori di manutenzione agli impianti fissi della linea.
La scarsa confortevolezza delle carrozze francesi ex Mistral fu ben presto criticata dall'amministrazione ferroviaria tedesca che auspicava la loro sostituzione con le carrozze Grand Confort; anche per la SNCF era evidente che la qualità dei rotabili andasse migliorata, ma gli investimenti necessari per la costruzione di nuove carrozze erano incompatibili con la scarsa occupazione di questo treno.
Fu proprio il mancato accordo tra DB ed SNCF a proposito delle carrozze a determinare la soppressione del TEE Goethe, che venne decisa durante la conferenza internazionale degli orari del settembre 1974 e divenne operativa con l'orario estivo del 1º giugno 1975.
Il nome Goethe fu ripreso nel 1979 dal TEE 25/24 Dortmund-Francoforte, effettuato con materiale diverso su un percorso diverso, esclusivamente interno alla rete DB, che oltre al nome ebbe in comune con il suo predecessore soltanto la brevità della carriera.

## Intercity
Il Goethe ritornò sul percorso Parigi-Francoforte come InterCity con l'orario estivo del 2 giugno 1985, divenendo EuroCity dal 31 maggio 1987; come tale fu prolungato a Praga dal 28 settembre 1997 al 2 dicembre 2000 per ritornare poi sul percorso originario come treno con carrozze tedesche che fu definitivamente soppresso il 10 giugno 2007 con l'entrata in servizio degli treni ICE3 della Deutsche Bahn sulla nuova linea LGV Est.

## Percorso e fermate
Il TEE Goethe mantenne lo stesso itinerario per tutto il periodo di esercizio, collegando le stazioni di Parigi Est, Metz, Forbach, Saarbrücken, Kaiserslautern, Mannheim e Stazione di Frankfurt (Main) Hauptbahnhof con un percorso di 643,1 km.
L'unica variante apportata fu l'introduzione di una fermata supplementare a Saint-Avold, tra Metz e Forbach, a partire dall'orario estivo del 28 maggio 1972.
La numerazione adottata fu TEE 51 nel senso Parigi-Francoforte e TEE 50 nel senso opposto.

## Materiale rotabile
Il TEE Goethe veniva effettuato con un unico treno di carrozze di prima classe SNCF "ex Mistral" (tipo Mistral 1956 ammodernate nel 1969/70), a eccezione della carrozza ristorante, con la seguente composizione:
- 1 carrozza bagagliaio-generatore per l'alimentazione dei servizi del treno;
- 3 carrozze a corridoio laterale;
- 1 carrozza bar;
- 1 carrozza ristorante SNCF in livrea rossa con climatizzazione autonoma;
- 1 carrozza a corridoio laterale.

Il servizio ristorante veniva assicurato dalla Compagnia Internazionale delle Carrozze Letti (CIWL).
La composizione del TEE Goethe rimase invariata per tutto il periodo di servizio, salvo l'eliminazione periodica della carrozza bar per scarsa utilizzazione durante gli orari estivi a partire dal 1971 e la ricoloritura della carrozza ristorante nel più attraente schema rosso e grigio avvenuta all'inizio del 1972.
La trazione fu affidata a locomotive elettriche della monotensione della SNCF e bitensione della DB, che venivano scambiate nella stazione di Metz approfittando della necessità di procedere all'inversione del senso di marcia del treno.
La tratta Parigi-Metz, elettrificata con il sistema francese a 25 kV 50 Hz, fu assegnata inizialmente alle locomotive SNCF BB 16000, sostituite a partire dal 1972 dalle più moderne BB 15000.
La tratta Metz-Francoforte, elettrificata fino a Forbach con il sistema francese a 25 kV 50 Hz e oltre con il sistema tedesco a15 kV 16⅔ Hz, fu assegnata inizialmente alle locomotive DB 181, sostituite a partire dal 1974 dalle più moderne 181.2.